# 田伏洲
田伏洲（1943年—），汉族，中华人民共和国政治人物、第十一届全国政协委员。
加入中国共产党，担任成都军区总医院普通外科主任。2008年，当选第十一届全国政协委员，代表医药卫生界，分入第四十六组。